# Tinus prusius
Tinus prusius är en spindelart som beskrevs av James E. Carico 1976. Tinus prusius ingår i släktet Tinus och familjen vårdnätsspindlar. Inga underarter finns listade i Catalogue of Life.